# Sourigna Vongsa
Sourigna Vongsa (tiếng Lào:ສຸຣິຍະວົງສາທັມມິກຣາດ, Lỗi Lua trong Mô_đun:IPA tại dòng 52: invalid option '%T' to 'format'., phát âm tiếng Việt: Xu-li-nha Vông-xa) Phra Chao Sourigna Vongsa Thammikarath), danh xưng hoàng gia là Samdach Brhat Chao Suriyalinga Varman Dharmika Raja Parama Pavitra Prasidhadhiraja Sri Sadhana Kanayudha, là vị vua cuối cùng của vương quốc Lan Xang, trị vì từ năm 1638 đến khi mất năm 1694. Thời gian trị vì của ông được coi là thời hoàng kim của lịch sử phong kiến nước Lào Ông sinh vào khoảng 1608 hoặc 1618 tại Luang Phrabang, lên ngôi năm 1638, mất năm 1694 tại Viêng Chăn.

## Bối cảnh
Sau cái chết bí ẩn của vua Xaysethathirath I năm 1571, Lan Xang rơi vào một thời gian khó khăn, đánh dấu bởi sự can thiệp thường xuyên của Myanmar. Vua Thammikarath (1596-1623) đã đi đến chiến tranh với con trai cả của ông, được biết đến với tước hiệu là Upanyuvarath I (nghĩa chữ: Phó vương hay Hoàng thái tử).
Từ năm 1627 đến 1637 đã có ba thực thể. Sau cái chết của người chú là vua Vichai (trị vì 1637-1638), hoàng tử (ChaoFa) Sourigna Khumane là con út của Upanyuvarath I, được các nhà quý tộc chọn lựa đã lên ngôi, lấy tên hiệu là Sourigna Vongsa.

## Trị vì
Từ năm 1638, Sourigna Vongsa cai trị trong 56 năm, thời kỳ vàng son của Lào về lãnh thổ, uy tín và quyền lực.